# Mistrzostwa Polski w Tenisie Stołowym 1976
Mistrzostwa Polski w Tenisie Stołowym 1976 – 44. edycja mistrzostw, która odbyła się w 1976 roku w Lublinie.

## Medaliści
| Konkurencja             | Złoty                                                              | Srebrny                                                               | Brązowy                                                                |
| Gra pojedyncza mężczyzn | Stanisław Frączyk (Włókniarz Łódź)                                 | Zbigniew Frączyk (Włókniarz Łódź)                                     | Marek Skibiński (Start Włocławek)                                      |
| Gra pojedyncza kobiet   | Ewa Olek (Siarka Tarnobrzeg)                                       | Czesława Noworyta (AZS Gliwice)                                       | Danuta Calińska (Spójnia Warszawa)                                     |
| Gra podwójna mężczyzn   | Stanisław Frączyk (Włókniarz Łódź) Witold Woźnica (AZS Gliwice)    | Jan Ozimek (Włókniarz Łódź) Marek Skibiński (Start Włocławek)         | Leszek Kucharski (AZS Gdańsk) Stefan Dryszel (AZS Gliwice)             |
| Gra podwójna kobiet     | Anna Przygoda (Motor Lublin) Ewa Olek (Siarka Tarnobrzeg)          | Danuta Calińska (Spójnia Warszawa) Czesława Noworyta (AZS Gliwice)    | Bogumiła Mioduszewska (Zagłębie Lubin) Teresa Zamiela (Zagłębie Lubin) |
| Gra mieszana            | Ryszard Czochański (Spójnia Warszawa) Ewa Olek (Siarka Tarnobrzeg) | Stanisław Frączyk (Włókniarz Łódź) Danuta Calińska (Spójnia Warszawa) | Witold Woźnica (AZS Gliwice) Czesława Noworyta (AZS Gliwice)           |